# Ixcanul
Ixcanul (internationale titel: Ixcanul Volcano) is een Guatemalteeks-Franse film uit 2015, geschreven en geregisseerd door Jayro Bustamante. De film ging in première op 7 februari op het Internationaal filmfestival van Berlijn 2015 in de competitie voor de Gouden en Zilveren Beer.

## Verhaal
María is een 17-jarig Kaqchikel-Maya-meisje dat met haar ouders op een koffieplantage aan de voet van een actieve vulkaan in Guatemala woont. Ze droomt van het moderne leven in de stad maar het enige wat haar wacht is een gearrangeerd huwelijk met de voorman op de plantage.

## Rolverdeling
| Acteur               | Personage         |
| -------------------- | ----------------- |
| María Mercedes Coroy | María             |
| María Telón          | Juana             |
| Manuel Antún         | Manuel            |
| Justo Lorenzo        | Ignacio           |
| Marvin Coroy         | El Pepe           |
| Leo Antún            | Spirituele leider |

## Prijzen en nominaties
| jaar | prijs                                   | categorie                   | genomineerde(n)             | uitslag  |
| ---- | --------------------------------------- | --------------------------- | --------------------------- | -------- |
| 2015 | Internationaal filmfestival van Berlijn | Alfred Bauerprijs           | Alfred Bauerprijs           | Gewonnen |
| 2015 | Film Fest Gent                          | Grote Prijs voor beste film | Grote Prijs voor beste film | Gewonnen |

## Productie
De film werd geselecteerd als Guatemalteekse inzending voor de beste niet-Engelstalige film voor de 88ste Oscaruitreiking.